# Surrender (album Hurts)
Surrender – trzeci album studyjny brytyjskiego synth popowego zespołu Hurts, wydany 9 października 2015 roku nakładem wytwórni Columbia Records. Wydawnictwo promowały utwory „Some Kind of Heaven”, „Rolling Stone”, „Lights”, „Slow”, „Wish”, „Wings” oraz „Nothing Will Be Bigger Than Us”.

## Lista utworów
1. „Surrender” – 1:18
2. „Some Kind of Heaven” – 3:18
3. „Why” – 3:27
4. „Nothing Will Be Bigger Than Us” – 4:02
5. „Rolling Stone” – 3:41
6. „Lights” – 3:29
7. „Slow” – 3:39
8. „Kaleidoscope” – 3:04
9. „Wings” – 3:45
10. „Wish” – 3:31
11. „Perfect Timing” – 3:04
12. „Weight of the World” – 3:46
13. „Policewoman” – 4:45

## Pozycje na listach sprzedaży i certyfikaty
| 2015 | Surrender | 12 | 14 | 17 | 39 | 55 | 13 | 8 | 48 | 42 | 30 | 9 | 47 | 1 |